# Malochouïka

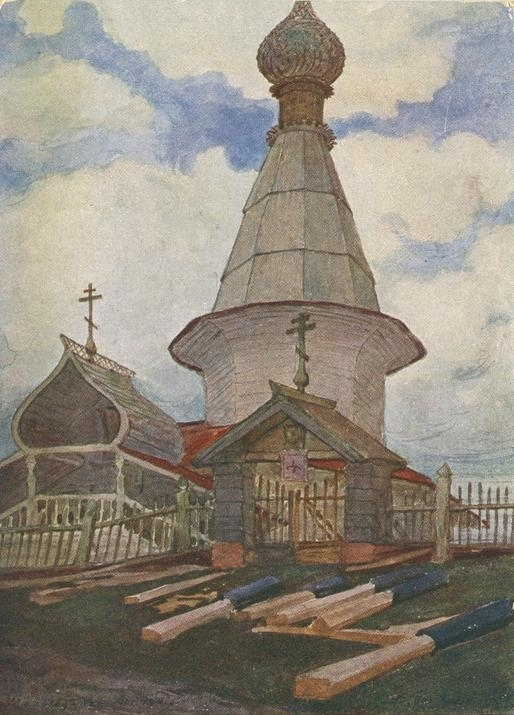
Église Saint-Nicolas le Wonderworker dans le village de Malochouïka, province d'Arkhangelsk.

Malochouïka (Малошу́йка) est un gros village de type urbain situé en Russie du Nord, dans le raïon d'Onega de l'oblast d'Arkhangelsk. C'est le centre administratif de la commune urbaine de Malochouïka.

## Géographie
Malochouïka se trouve au bord de la rivière Malochouïka à 7 kilomètres de la côte de la mer Blanche et à 40 kilomètres au sud-ouest d'Onega et à l'est du village de Malenga. C'est aussi une gare importante de la ligne de chemin de fer du Nord Obozerskaïa-Belomorsk.

## Population
Malochouïka comptait 8 029 habitants en 1959 ; 3 959 en 1989 ; 2 886 en 2010 ; 2 273 en 2021.

## Histoire
La volost Malaïa (Petite) Chouïka appartenait à la stan (subdivision de provinces de la Russie ancienne) de Tourtchassovo de l'ouïezd de Kargopol. C'était aussi un village domanial (votchina) qui était la propriété du monastère de Kojeozero. Ce village est mentionné dès 1638,. 
Malochouïka reçoit son statut de village de type urbain le 20 août 1943. En 1963-1965, il faisait partie du raïon industriel de Plessetsk. Le village possède une maison de la culture.

## Économie
Malochouïka est avant tout un village de cheminots et de travailleurs du chemin de fer. La gare de Malochouïka est la plus importante de la ligne Obozerskaïa-Belomorsk. Le village comprend un atelier de réparation de locomotives TD-64, divers ateliers d'entretien des voies, un réservoir à gaz, etc.

## Tourisme
Le village d'Abramovskaïa qui se trouve à deux kilomètres possède un ensemble remarquable d'architecture de bois typique des églises du nord de la Russie, comprenant une église d'hiver (Saint-Nicolas, construite en 1638), une église d'été (de la Présentation, construite en 1873) et un haut clocher à chatior construit en 1807.